# Les Blés d'or
Pour plus de détails, voir Fiche technique et Distribution.
Les Blés d'or (The Unpainted Woman) est un film américain réalisé par Tod Browning, sorti en 1919.

## Synopsis
Gudrun Trygavson est une belle jeune fille suédoise qui vit à la campagne américaine où elle est employée comme fille à louer par Mme Hawes. Charley Holt, un fils de bonne famille de Mullinsdale, s'occupe de Gudrun et l'invite à un bal. Lorsque Mme Hawes en informe la mère et la sœur de Charley, cette dernière intervient au cours du bal pour séparer Charley de Gudrun. Charley est déterminé à épouser Gudrun, mais après leur mariage, ses parents snobs les séparent. Charley obtient un emploi subalterne d'ouvrier dans une usine et Gudrun et lui essaient de s'en accommoder mais leur vie est misérable à cause de l'alcoolisme de Charley. Ils ont un enfant mais après cinq ans de consommation excessive d'alcool, Charley est mortellement blessé dans une bagarre de saloon. Gudrun s'installe dans une petite ferme avec une cabane et travaille dans les champs de blé pour subvenir à ses besoins et à ceux de son enfant. Un manœuvre de passage nommé Martin O'Neill vient à la ferme et Gudrun le nourrit. En retour, il l'aide à travailler et à faire la récolte et lorsque la grange prend feu, il sauve Gudrun et son enfant. Martin est soupçonné d'avoir déclenché l'incendie et survit de justesse à une tentative de lynchage par les habitants excités de la ville. On découvre alors que le feu a été allumé par un rival jaloux. 
Gudrun et Martin finissent par se marier.

## Fiche technique
- Titre : The Unpainted Woman
- Titre français : Les Blés d'or[1]
- Réalisation : Tod Browning
- Scénario : Waldemar Young et Allen G. Siegler d'après une histoire de Sinclair Lewis
- Photographie : Alfred Gosden et Allen G. Siegler
- Société de production : Universal Pictures
- Pays de production : États-Unis
- Format : Noir et blanc - 1,33:1 - Film muet
- Genre : drame
- Date de sortie : 
  - États-Unis : 26 mai 1919
  - France : 4 août 1922[2]

## Distribution
- Mary MacLaren : Gudrun Trygavson
- Thurston Hall : Martin O'Neill
- David Butler : Charley Holt
- Laura La Varnie : Mrs. Holt
- Fritzi Ridgeway : Edna
- Willard Louis : Helnie Lorber
- Carl Stockdale : Pliny
- Lydia Yeamans Titus : Mrs. Hawes